# Conognatha splendens
Conognatha splendens es una especie de escarabajo del género Conognatha, familia Buprestidae. Fue descrita científicamente por Waterhouse en 1912.

## Descripción
Puede alcanzar una longitud de unos 25 milímetros (0,98 pulgadas). El color básico es azul verdoso metálico, con una banda naranja transversal en los élitros.

## Sinonimia
- Conognatha neutra Hoscheck, 1934
- Conognatha blairi Hoscheck, 1934
- Conognatha prosternalis Hoscheck, 1934